# Aleksandra Vasiljević
Aleksandra Vasiljević (ur. 10 sierpnia 1986 w Sarajewie) – bośniacka biathlonistka na ogół zajmująca miejsca w okolicach ósmej dziesiątki.
Aleksandra zaczęła uprawiać biathlon w wieku dwunastu lat, w 1998 roku. Zapowiadała się na obiecującą zawodniczkę, lecz bośniacki zarząd biathlonowy nie był w stanie rozwijać talentu młodej Aleksandry.

## Najlepsze miejsca w zawodachPŚ
- 68 – Kontiolahti 2005/06  Finlandia
- 72 – Oberhof 2004/05  Niemcy
- 74 – Pokljuka 2006/07  Słowenia
- 74 – Turyn 2005/06  Włochy
- 75 – Oslo 2005/06  Norwegia

## Igrzyska Olimpijskie
Turyn 2006
- 78 – sprint
- 74 – bieg indywidualny

## Mistrzostwa Świata
Hochfilzen 2005
- 86 – sprint
- 86 – bieg indywidualny

Antholz-Anterselva 2007
- 82 – sprint
- 78 – bieg indywidualny

Oestersund 2008
- 81 – sprint
- 83 – bieg indywidualny